# Bernard Ferbois V.2
Die Bernard Ferbois V.2 war ein Flugzeug des französischen Herstellers Sociéte Industrielle des Métaux et de Bois (SIMB) mit Sitz in La Courneuve.
Es handelte sich um einen Mitteldecker mit festem Spornfahrwerk, der ganz aus Holz speziell für das Geschwindigkeitsrennen über 300 km, den Coupe Internationale Beaumont 1924 gebaut worden war. Das Rumpfgerüst bestand aus vier Längsholmen und einer Reihe von Spanten und war mit Sperrholz beplankt. Das Hauptfahrwerk hatte Gummifederung, wie damals meist üblich. Die freitragenden Tragflächen geringer Dicke hatten einen trapezförmigen Grundriss und eine V-Stellung von 1,5°. Für die Festigkeit sorgten zwei Kastenholme mit Rippen aus Sperrholz, die durch Aussparungen erleichtert und mit Leisten aus Rottanne verstärkt waren. Die Tragfläche war mit Sperrholz beplankt und zusätzlich mit lackiertem Stoff überzogen. Zur Rollsteuerung dienten Querruder. Als Antrieb wurde ein wassergekühlter W12 Hispano Suiza 50 mit 450 PS Leistung gewählt, dessen Kühlung mit Hilfe von sechs Lamblin-Kühlern unter der Tragfläche geschah.
Die guten Flugleistungen ließen einen Angriff auf den Geschwindigkeitsweltrekord für Landflugzeuge als aussichtsreich erscheinen. Am 8. Oktober 1924 wurde vom Bernard Testpiloten Adjutant Florentin Bonnet ein Versuch unternommen, wobei aber mit 393,340 km/h nur ein französischer Rekord erzielt werden konnte. Die französische Regierung wurde auf den Rekordversuch aufmerksam und unterstützte das Unternehmen. Der Motor wurde auf 620 PS bei 2200 min−1 gebracht, der Ölkühler entfiel und die Holzluftschraube durch eine Duralluftschraube von Reed-Levasseur ersetzt. Die Motorverkleidung wurde in ihrer Stirnfläche verkleinert und insgesamt günstiger gestaltet. Gleiches galt für die nun dreiteilige Windschutzscheibe. Der Einstellwinkel der Tragfläche wurde von 0° auf −0,5° geändert und die Spannweite um 0,8 m verringert.
Am 12. Dezember 1924 unternahm Bonnet in Istres einen erneuten Rekordversuch, der mit einem Durchschnitt von 448,171 km/h einen neuen Geschwindigkeitsweltrekord für Landflugzeuge bedeutete.
Über den Verbleib der Rekordmaschine gibt es keine gesicherten Erkenntnisse.

## Technische Daten (Weltrekordausführung)
| Kenngröße             | Daten                                                                 |
| --------------------- | --------------------------------------------------------------------- |
| Besatzung             | 1                                                                     |
| Länge                 | 6,80 m                                                                |
| Spannweite            | 9,10 m                                                                |
| Höhe                  | 1,64 m                                                                |
| Flügelfläche          | 10,80 m²                                                              |
| Flügelstreckung       | 7,7                                                                   |
| Leermasse             |                                                                       |
| Startmasse            | 1200 kg                                                               |
| Reisegeschwindigkeit  |                                                                       |
| Höchstgeschwindigkeit |                                                                       |
| Dienstgipfelhöhe      |                                                                       |
| Reichweite            |                                                                       |
| Triebwerke            | ein Hispano-Suiza 50, W12-Zylinder mit 620 PS (456 kW) bei 2200 min−1 |

## Quelle
- Erich H. Heimann: Die schnellsten Flugzeuge der Welt, Motorbuchverlag 1978, ISBN 3-87943-540-5